# Symfonie nr. 3 (Schuman)
William Schuman completeerde zijn Symfonie nr. 3 in januari 1941. De première vond plaats op 17 oktober 1941 door het Boston Symphony Orchestra onder leiding van Serge Koussevitzky.
Het is geen symfonie in de klassieke betekenis van het woord; dat mag ook blijken uit de (slechts) twee delen:
1. Passacaglia en fuga;
2. Koraal en toccata.

Hij grijpt met deze symfonie terug op wat passacaglia en fuga in de barok betekenden: het steeds weer terugkeren van hetzelfde thema. Hier wordt de passacaglia in een zevenkwartsmaat gespeeld en begint het thema bij de altviolen. Daarbij lijkt er ook sprake te zijn van een canon. De fuga begint na ongeveer 7 minuten bij de hoorns en houtblazers.

Het koraal vormt het rustpunt in de symfonie en gaat dan zonder pauze over in de virtuoze toccata. Het einde van het werk klinkt, door de manier van combinatie met slagwerk, op Fanfare for the common man van Aaron Copland.
De symfonie neemt ongeveer 30 minuten in beslag.
Symfonieën: Symfonie nr. 1 · 2 · 3 · 4 · 5 · 6 · 7 · 8 · 9 · 10

Werken: Variations on "America" · A Song of Orpheus · Circus Overture · Night Journey · Orchestra Song